# Guglielmo d'Aragona

Blasone del Ducato di Atene

Blasone del Ducato di Neopatria

Guglielmo di Atene (Catania, 1312 – Valencia, 22 agosto 1338) figlio del Re di Sicilia, è stato duca di Atene dal 1317, Duca di Neopatria dal 1319 e principe di Taranto dal 1337 alla sua morte.

## Origini familiari[1][2][3][4]
Era il figlio sestogenito (quarto maschio) del re di Sicilia, Federico III d'Aragona (figlio maschio terzogenito del re d'Aragona, di Valencia e conte di Barcellona e altre contee catalane, poi anche re di Sicilia, Pietro III il Grande e di Costanza di Sicilia, che era figlia del re di Sicilia Manfredi (figlio illegittimo dell'imperatore Federico II di Svevia) quindi pretendente al trono di Sicilia) e di Eleonora d'Angiò, figlia del re di Napoli, Carlo II d'Angiò e di Maria d'Ungheria.

## Biografia
Secondo la Cronaca piniatense, Guglielmo era il figlio terzogenito dei tre figli maschi ancora in vita (gli altri due erano Pietro, il primogenito e Giovanni, il secondo) di Federico III e di Eleonora (el primero…Don Pedro…et el otro Don Johan…el tercero Guillem), attestando altresì che morì senza dignità (sin alguna dignidat).
Nel 1317, alla morte del fratello, Manfredi di Trinacria, gli subentrò nel titolo di duca di Atene, e come il fratello, non si sarebbe mai recato nel suo ducato, lasciando, come reggente, il fratellastro, Alfonso Federico, che, nel 1319, conquistò una parte della Tessaglia, inclusa la città di Neopatria, che da quell'anno divenne capitale del ducato omonimo.
Quando il fratellastro fece ritorno in Sicilia e fu investito delle contee di Gozo e di Malta, Guglielmo nominò come nuovo governatore dei due ducati di Atene di Neopatria, Niccolo Lancia.
Un documento datato 5 aprile 1331 conferma che Guglielmo (domini Guilielmi duchatuum Athenarum et Neupatrie ducis…domini Frederici Sicilie regis…filii) ed il fratellastro Alfonso Federico (Alfonsum Friderici, insularum Melineti et Gaudisii comitem, dicti…regis Friderici filium) furono artefici di un accordo di pace sull'isola di Eubea.
Guglielmo, nel 1335, sposò Maria Alvarez di Ejerica (1310-prima del 1364), figlia di Giacomo II di Aragona, barone di Ejerica e di Beatrice di Lauria Signora di Cocentaina, che dopo essere rimasta vedova, sposò Raimondo Berengario d'Aragona (1308 – 1366), conte di Empúries.
Guglielmo morì a Valencia, il 22 agosto 1338, e fu inumato nel Duomo di Palermo.
Dopo la morte di Guglielmo i ducati passarono al fratello, Giovanni d'Aragona.

## Discendenza[2][3]
Guglielmo non ebbe alcun figlio da Maria e di lui non si conosce alcuna discendenza.

## Ascendenza
|                         |                 |                       | Genitori                           |  |  | Nonni |  |  | Bisnonni            |  |  | Trisnonni            |  |
|                         |                 |                       |                                    |  |  |       |  |  | Giacomo I d'Aragona |  |  | Pietro II di Aragona |  |
|                         |                 |                       |                                    |  |  |       |  |  | Giacomo I d'Aragona |  |  | Pietro II di Aragona |  |
|                         |                 | Maria di Montpellier  |                                    |  |  |       |  |  | Giacomo I d'Aragona |  |  |                      |  |
| Pietro III di Aragona   |                 |                       |                                    |  |  |       |  |  | Giacomo I d'Aragona |  |  |                      |  |
|                         |                 | Iolanda d'Ungheria    | Andrea II d'Ungheria               |  |  |       |  |  |                     |  |  |                      |  |
|                         |                 | Iolanda d'Ungheria    | Andrea II d'Ungheria               |  |  |       |  |  |                     |  |  |                      |  |
|                         |                 | Iolanda d'Ungheria    | Iolanda di Courtenay               |  |  |       |  |  |                     |  |  |                      |  |
| Federico III di Sicilia |                 | Iolanda d'Ungheria    |                                    |  |  |       |  |  |                     |  |  |                      |  |
|                         |                 | Manfredi di Sicilia   | Federico II di Svevia              |  |  |       |  |  |                     |  |  |                      |  |
|                         |                 | Manfredi di Sicilia   | Federico II di Svevia              |  |  |       |  |  |                     |  |  |                      |  |
|                         |                 | Manfredi di Sicilia   | Bianca Lancia                      |  |  |       |  |  |                     |  |  |                      |  |
| Costanza II di Sicilia  |                 | Manfredi di Sicilia   |                                    |  |  |       |  |  |                     |  |  |                      |  |
|                         |                 | Beatrice di Savoia    | Amedeo IV di Savoia                |  |  |       |  |  |                     |  |  |                      |  |
|                         |                 | Beatrice di Savoia    | Amedeo IV di Savoia                |  |  |       |  |  |                     |  |  |                      |  |
|                         |                 | Beatrice di Savoia    | Margherita di Borgogna             |  |  |       |  |  |                     |  |  |                      |  |
| Guglielmo d'Aragona     |                 | Beatrice di Savoia    |                                    |  |  |       |  |  |                     |  |  |                      |  |
|                         | Carlo I d'Angiò | Luigi VIII di Francia |                                    |  |  |       |  |  |                     |  |  |                      |  |
|                         | Carlo I d'Angiò | Luigi VIII di Francia |                                    |  |  |       |  |  |                     |  |  |                      |  |
|                         | Carlo I d'Angiò | Bianca di Castiglia   |                                    |  |  |       |  |  |                     |  |  |                      |  |
| Carlo II di Napoli      | Carlo I d'Angiò |                       |                                    |  |  |       |  |  |                     |  |  |                      |  |
|                         |                 | Beatrice di Provenza  | Raimondo Berengario IV di Provenza |  |  |       |  |  |                     |  |  |                      |  |
|                         |                 | Beatrice di Provenza  | Raimondo Berengario IV di Provenza |  |  |       |  |  |                     |  |  |                      |  |
|                         |                 | Beatrice di Provenza  | Beatrice di Savoia                 |  |  |       |  |  |                     |  |  |                      |  |
| Eleonora d'Angiò        |                 | Beatrice di Provenza  |                                    |  |  |       |  |  |                     |  |  |                      |  |
|                         |                 | Stefano V d'Ungheria  | Béla IV d'Ungheria                 |  |  |       |  |  |                     |  |  |                      |  |
|                         |                 | Stefano V d'Ungheria  | Béla IV d'Ungheria                 |  |  |       |  |  |                     |  |  |                      |  |
|                         |                 | Stefano V d'Ungheria  | Maria Lascaris di Nicea            |  |  |       |  |  |                     |  |  |                      |  |
| Maria Arpad d'Ungheria  |                 | Stefano V d'Ungheria  |                                    |  |  |       |  |  |                     |  |  |                      |  |
|                         |                 | Elisabetta dei Cumani | …                                  |  |  |       |  |  |                     |  |  |                      |  |
|                         |                 | Elisabetta dei Cumani | …                                  |  |  |       |  |  |                     |  |  |                      |  |
|                         |                 | Elisabetta dei Cumani | …                                  |  |  |       |  |  |                     |  |  |                      |  |
|                         |                 | Elisabetta dei Cumani |                                    |  |  |       |  |  |                     |  |  |                      |  |